# Северин Палидович
Северин-Мстислав-Ігор Палидович, сценічне ім'я Ерко (17 березня 1938, с. Гостів, тепер Тлумацький район, Івано-Франківська область — 16 січня 2025) — український співак із США, який виконував український ліричний шансон, український шансоньє.

## Життєпис
Северин-Мстислав-Ігор Палидович народився 17 березня 1938 року в с. Гостів, тепер Тлумацький район, Івано-Франківська область. Батьки Северина працювали у Львівському оперному театрі — тато був диригентом і музикантом в оркестрі, композитором, а мама — артисткою, співачкою і танцівницею.
У кінці війни, коли вже наступала Червона армія, сім'я Палидовичів подалася зі Львова на Захід, де опинилася в німецькому концтаборі, звідки через декілька місяців їх звільнили американські військові. Сім'я Палидовичів потрапила в американську окупаційну зону і залишилася в Західній Німеччині, життя було важким. У 1949 році переїздить на постійне проживання в США (коли Северинові виповнилося 11 років). Влаштуватися у США на роботу за колишніми спеціальностями батьки не змогли, і сім'я спочатку бідувала, однак поступово життя налагодилось.
Северин Палидович у юні роки був членом Пласту, належав до куреня «Чорноморці». Сеньор Уладу пластунів-сеньйорів.
У США Северин Палидович працював у Кліфтоні вчителем, а потім — директором школи. Працював тренером з гірськолижного та інших видів спорту.
Ерко не лише навчав дітей і співав. Свого часу його захопило гірське лещетарство, якого він не покинув і досі. Працював тренером з гірськолижного спорту. Цьому хобі сприяє й те, що Северин має будинок у Гантері — центрі лещетарського спорту. Він є президентом Карпатського лещатарського клубу, заснованого 1924-го у Львові.
1958 одружився з українкою Ольгою, яка подарувала йому доньку Володимиру (1959, 17 березня) і сина Северина-Богдана (1962).
У ранньому дитинстві, ще мешкаючи у Львові, Северин навчився грати на скрипці. Перебуваючи в США, він рано відчув потяг до пісні і в юності самостійно навчився грати на гітарі. У 70-80-і роки на святкуваннях Днів Української Культури в США та інших культурних заходах української еміграції виступав з «живим» оркестром, виконуючи український народний репертуар та інші популярні пісні.[недоступне посилання з липня 2019]
У 1994 році у палаці архітектора в Києві відбувся перший концерт Северина Палидовича в Україні. Цього ж року Северин Палидович записав перший диск з українськими піснями. Ерко виконує народні пісні, власні пісні, багато пісень Веселовського, Гайденка, Крищенка, Гаденка, Гіги.
В 2000-х на музичному ринку України з'явилися шість альбомів з його піснями. Ерко мав поодинокі концерти у Києві і Львові. В Україні його інтереси представляє художник Анатолій Буртовий. П'ять альбомів Ерка, що вийшли в Україні, проілюстровано роботами Буртового. У всіх них звучить оркестр Ігоря Кирилюка, який і аранжує усі твори.
25 вересня 2010 міністр закордонних справ України Костянтин Грищенко за дорученням Президента України вручив високі державні нагороди видатним представникам української громади в Сполучених Штатах Америки. Серед відзначених — президент Карпатського лещатарського клубу Северин Палидович.
Під час приїзду до Львова у лютому 2016 року в одному з інтерв'ю Ерко сказав: 
| «Я колись не міг повірити, що після розпаду Радянського Союзу зможу бути в незалежній Україні. І фантастична річ, я зможу виступити на тій сцені, на якій колись співали мої родичі, зокрема, мама. В дитинстві я по тій сцені бігав, бо ми мешкали біля оперного театру і щодня ходили з мамою на репетиції»[9]. |
Тоді ж відбувся концерт «Від Веселовського до Ерка». Кошти, виручені від продажу квитків та компакт-дисків Ерка, були перераховані на лікування вояків АТО, які перебувають у Львівському військовому шпиталі.

## Дискографія
| «Коли б я мав…» (2003) 1. Коли б я мав… (3:57) 2. Струмочок (3:20) 3. Білі нарциси (3:57) 4. Нехай буде (3:22) 5. В світ за очі (2:43) 6. Вулиця Наталі (3:10) 7. Далеке літо (2:55) 8. Скрипка плаче (4:16) 9. Бродить ніч (3:45) 10. Любов то сон (3:12) 11. В краю моїм (4:30) 12. Літо іде (3:03) 13. Остання ніч (4:26) 14. Я маю лялю в Монреалю (2:38) 15. Достигає вишня (2:47) 16. В саду зозуля (3:24) 17. Білий сніг (2:51) 18. Шукай кохання в інших (4:20) 19. Друзі мої (3:57) 20. У райськім саду (6:14) | Будьмо! Ще хоч раз! (2003) 1. Лети тужлива пісне (3:23) 2. Била її мати (3:10) 3. Місяць на небі (3:03) 4. Я піду в далекі гори (3:35) 5. Чорноморське танго (4:00) 6. Спогадай дівчино (3:21) 7. Росте черешня в мами на городі (3:57) 8. Свята ніч (2:55) 9. Романс (3:31) 10. Ліщина (3:55) 11. Сон (3:30) 12. Чорна коса (4:01) 13. Ой чорна вона чорна (2:44) 14. Дві долі (3:16) 15. Ніч така Господи (3:12) 16. Я до тебе іду (3:37) 17. Ти ж мене підманула (4:44) 18. Як тебе не любити (3:43) 19. Знов на полонину йду (5:01) 20. Чи справді (3:10) | Львів вже спить (2005) 1. Львів вже спить (4:46) 2. Очі (2:45) 3. Алое (2:31) 4. Едельвейс (2:40) 5. Зорепад (3:22) 6. Намалюй мені ніч (3:45) 7. Скажи мені (3:39) 8. Вітай весно (2:39) 9. Як знайдеш ти когось… (3:22) 10. Згадай про море (2:55) 11. Пізня зустріч (6:23) 12. Ти з любови собі не жартуй (2:53) 13. Емігрантка (3:57) 14. Моя кохана (3:39) 15. Бували дні (2:53) 16. На Підзамчі (3:10) 17. О гарна крале (5:30) 18. Я сам не знаю (4:19) 19. Батькова пісня (4:18) |

| Конвалії білі (2005) 1. Конвалії білі (3:28) 2. Рушив поїзд (3:29) 3. Розкажи мені (2:54) 4. Рушничок (2:31) 5. Солоний вітер (5:06) 6. Смерекова хата (4:36) 7. Два Голуби (3:16) 8. Екіпаж (немає) 9. Черемшина (2:57) 10. Чом в Тебе… (4:31) 11. Ой смереко (3:14) 12. Ясени (4:15) 13. Стояв гуцул (2:49) 14. Дві Троянди (3:39) 15. Марина (2:03) 16. Старість зажди… (2:11) 17. Червона рута (3:14) 18. Писаний камінь (3:39) 19. Зоре… (3:12) 20. Волошки (3:02) 21. Гарі гарі… (2:15) 22. На вигоні (1:56) 23. Будь здорова (2:20) | Ціле моє життя (2005) 1. Ціле Моє Життя… (4:32) 2. Гуцулко Ксеню (3:58) 3. Червоні Вишні (2:57) 4. Заграй Ми Цигане (3:08) 5. Останнє Танго (3:19) 6. Бо Це Май (2:34) 7. Радий Би Я… (3:49) 8. Понад Прутом (3:50) 9. Білий Капелюшок (2:27) 10. Розсипані Троянди (3:36) 11. Гроші На Книжки (2:15) 12. Було Не Тужити (3:40) 13. Червоні Маки (4:25) 14. Сильний Вітер (4:02) 15. Марина (2:03) 16. Далеке Літо (5:00) 17. Заграй Ми Цигане Старий (4:07) 18. Сіріли У Сумерку (3:01) 19. Вчора (4:21) 20. Прощаюсь Ангеле… (2:30) | Тільки тобі (2005) 1. Тільки тобі (3:10) 2. Коли б я мав (3:57) 3. Два голуби (3:14) 4. Конвалії білі (3:26) 5. Очі (2:45) 6. В краю моїм (4:31) 7. Я маю лялю в Монреалю (2:38) 8. Ціле моє життя (4:32) 9. Нехай буде (3:22) 10. Білі нарциси (3:57) 11. Емігрантка (3:57) 12. Львів вже спить (4:46) 13. Росте черешня (3:56) 14. Намалюй мені ніч (3:46) 15. Заграй Ми Цигане (3:08) 16. В саду зозуля (3:24) 17. Ти з любови собі не жартуй (2:53) 18. Червоні Вишні (2:57) 19. Друзі мої (3:57) 20. У райськім саду (6:14) |